# Manuel Canabal Fiestra
Manuel Canabal Fiestra (nascut el 10 de novembre de 1974 a Forcarei, Galícia) és un futbolista gallec, ja retirat, que ocupava la posició de davanter.

## Trajectòria
Després de passar pel Pontevedra i el CD Leganés, Canabal es va incorporar al CP Mérida el 1995. Eixe any va formar part del filial extremeny, tot i que va debutar a primera divisió en partit contra l'Sporting de Gijón, al març de 1996.
Després d'un segon any amb el Mérida a Segona, Canabal retorna a la màxima categoria a les files del Reial Valladolid, on no es fa amb un lloc titular. Un any després, amb el Deportivo Alavés ja participa en 30 partits i marca cinc gols, que van contribuir a fer que els bascos mantingueren la plaça a Primera.
El 1999 fitxa pel Rayo Vallecano i realitza la seua millor campanya: 11 gols en 33 partits. Eixe any, el Rayo va fer una de les millors actuacions de la seua història i va acabar en novena posició. El bon paper de Canabal van fer que el Màlaga CF el fitxara l'any 2000.
El gallec juga quatre campanyes amb els andalusos, amb una vintena de partits per campanya, tret de la temporada 01/02, on és titular a la davantera malacitana. Però, els seus registres golejadors no destaquen: tot just onze gols en el període 00-04. A la 2002/03 el Málaga es va imposar a la Copa Intertoto, l'únic títol de Canabal.
Deixa el Málaga el 2004 i retorna al Pontevedra, on es retira a l'any següent per una lesió d'esquena.